# Harcművészeti film

Jelenet a Fist of Legend című harcművészeti filmből, jobbra Jet Li

A Tigris és sárkány című vu-hsziafilm egyik wire-fu jelenete

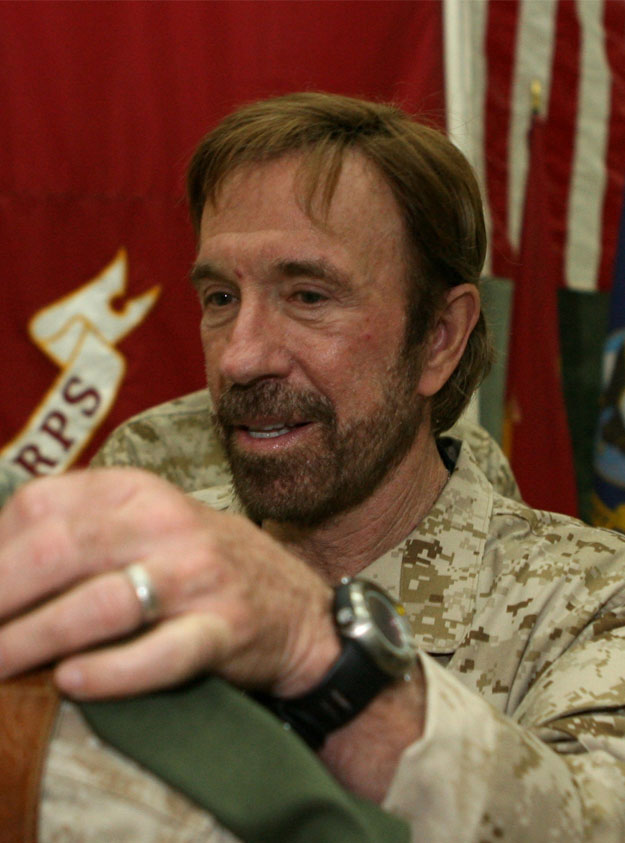
Chuck Norris az egyik legismertebb nem ázsiai harcművész

A harcművészeti film egy filmes műfaj, az akciófilmek kategóriájába tartozik és a középpontjában valamilyen küzdelem áll. A kínai filmművészetben a harcművészeti filmeket két típusba sorolják: vu-hszia és modern kungfufilm.

## Általános jellemzői
A harcművészetek gyakorta szolgálnak eszközként nemcsak a film cselekményének kibontásához, de a szereplők jellemfejlődéséhez is. A harcművészetet alkalmazó jeleneteken kívül ezek a filmek gyakran alkalmaznak kaszkadőrjeleneteket, fegyveres küzdelmet vagy akár autós üldözést is.
Akárcsak az akciófilmek esetében, a harcművészeti filmeknél is változó, hogy a filmben mennyire játszik főszerepet a harc. Vannak olyan filmek, amelyekben a cselekmény és a szereplők jellemrajza nem kap hangsúlyos szerepet, csak a harcjelenetek, de olyan filmek is léteznek, amelyekben a kreatívabb és összetettebb a cselekmény és a szereplők jellemrajza is. Az utóbbi típusú filmeket általában kritikailag jobban fogadják, a harcjelenetkere sokkal jobban koncentráló filmek is lehetnek azonban sikeresek és kedveltek.
A harcművészeti filmek főszereplői gyakorta harcművészek, akiket sokszor valóban olyan színészek alakítanak, akik maguk is jártasak a harcművészetekben. Ha a színész nem jártas a harcművészetekben, különféle filmes trükkökkel oldják meg a jeleneteket, mint a különféle kameraállások, vágástechnikák, kaszkadőrök alkalmazása, a time-lapse (időugrás), a wire-fu vagy a CGI-technológia. Előfordul, hogy gumiasztal segítségével növelik meg az ugrások magasságát. Néha a valódi harcművészek is alkalmazzák ezeket a segítő technológiákat a filmekben, attól függően, hogy a jelenet koreográfiája megköveteli-e. Egyes esetekben biztonsági szempontok miatt is alkalmazhatják a trükköket.
A harcművészet az animációs filmekben is megjelent, az egyik legsikeresebb ilyen alkotás a Kung Fu Panda.

## Gyártó országok
Harcművészeti filmeket a világ minden táján készítenek, a műfajt azonban a hongkongi harcművészeti filmek dominálják, egészen 1971, Bruce Lee bemutatkozása óta (például a Golden Harvest és a Shaw Brothers stúdiók filmjei). A műfaj iránti érdeklődés az 1990-es évekre megcsappant.

## Ismert színészek
Az ismert harcművész-színészek közé tartozik Jackie Chan, Jet Li, Sammo Hung, Donnie Yen és Yuen Biao. Hollywood is hozzájárult a műfajhoz, olyan színészekkel, mint Chuck Norris, Jean-Claude Van Damme, Steven Seagal, Wesley Snipes, Gary Daniels, Mark Dacascos vagy Jason Statham. A 2000-es években a thaiföldi Tony Jaa filmjei is nagy népszerűségre tettek szert.
A műfajt ugyan férfiak dominálják, azonban vannak igen sikeres harcművész-színésznők is, mint Kathy Long, Michelle Yeoh, Angela Mao vagy Cynthia Rothrock.

## Fordítás
- Ez a szócikk részben vagy egészben  a   Martial arts film című angol Wikipédia-szócikk fordításán alapul.  Az eredeti cikk szerkesztőit annak laptörténete sorolja fel. Ez a jelzés csupán a megfogalmazás eredetét és a szerzői jogokat jelzi, nem szolgál a cikkben szereplő információk forrásmegjelöléseként.